# Albert Koeppen
Karl Christian Friedrich Albert Koeppen (* 17. Dezember 1822 in Goldberg; † 12. Mai 1898 in Lichtenthal) war ein deutscher Rechtswissenschaftler und Rechtshistoriker. Koeppen war Professor der Rechte an den Universitäten in Jena, Marburg, Würzburg und Straßburg.

## Leben
Koeppen besuchte die Gymnasien in Lübeck, Wismar und Schwerin. Ab 1842 studierte er Rechtswissenschaften an der Universität Berlin und wurde nach erfolgreichem Abschluss im Frühjahr 1847 in den preußischen Justizdienst übernommen. Aber schon 1849 bat er um seinen Abschied, um sich ganz der akademischen Laufbahn widmen zu können.
Im Mai 1850 promovierte er an der Berliner Universität mit der Dissertation De natura hereditatis nondum aditae zum Doktor beider Rechte. Im Oktober 1853 habilitierte sich Koeppen mit der Habilitationsschrift De vi, quam retro exerceat aditio hereditatis commentatio als Privatdozent für Römisches Recht an der Universität Jena. 1856 erhielt er dort eine außerordentliche Professur der Rechte. Noch im gleichen Jahr veröffentlichte er sein Werk Die Erbschaft. Eine civilistische Abhandlung. Bereits ein Jahr später, im Oktober 1857, folgte er dem Ruf als ordentlicher Professor an die juristische Fakultät der Universität Marburg. Er hielt Vorlesungen über Institutionen, Pandekten, römisches Erbrecht und Familienrecht. 1859 wurde Koeppen zum Dekan der juristischen Fakultät der Marburger Universität ernannt.
Im April 1864 erfolgte Koeppens Entlassung als Professor aus dem kurhessischen Staatsdienst, aber schon im Juni des gleichen Jahres seine Ernennung zum ordentlichen Professor für römisches Zivilrecht an der Universität Würzburg. 1864 erschien auch seine Schrift System des heutigen römischen Erbrechts und 1870 die Monografie Der obligatorische Vertrag unter Abwesenden. 1872 war Koeppen Autor der Festschrift Der Fruchterwerb des bonae fidei possessor. Zur Lehre von der Pendenz der Rechtsverhältnisse für den bedeutenden Rechtswissenschaftler Karl Georg von Wächter anlässlich dessen 50-jährigen Doktorjubiläums.
Im März 1872 wurde sein Abschied von der Würzburger Universität genehmigt, so dass Koeppen am 1. April 1872 als ordentlicher Professor der Rechte an die neu gegründete Universität nach Straßburg wechseln konnte. Hier wirkte er noch über zwanzig Jahre. In seine Straßburger Zeit fiel die Veröffentlichung seines Hauptwerkes Lehrbuch des heutigen römischen Erbrechtes, das von 1886 bis 1895 in mehreren Lieferungen erschien. Aus gesundheitlichen Gründen musste er seine Lehrtätigkeit einstellen und wurde am 1. April 1895 emeritiert. Er starb am 12. Mai 1898 im Alter von 75 Jahren in Lichtental bei Baden-Baden.

## Veröffentlichungen
- De natura hereditatis nondum aditae. (Dissertationsschrift), Berlin 1850.
- De vi, quam retro exerceat aditio hereditatis commentatio. (Habilitationsschrift), Jena 1853. (Digitalisat.)
- Die Erbschaft. Eine civilistische Abhandlung. Berlin 1856. (Digitalisat.)
- Das System des heutigen römischen Erbrechts. Jena 1862. (Digitalisat.)
- Der obligatorische Vertrag unter Abwesenden. Jena 1870.
- Der Fruchterwerb des bonae fidei possessor. Zur Lehre von der Pendenz der Rechtsverhältnisse. (Festschrift), Jena 1872. (Digitalisat.)
- Grundriss zu Vorlesungen über die Institutionen und Geschichte des römischen Privatrechts. Straßburg 1879.
- Lehrbuch des heutigen römischen Erbrechts. Würzburg 1886 bis 1895.